# Sorority Boys
Sorority Boys, lançado em Portugal como Quando Elas... São Eles, e no Brasil como Curvas Perigosas, é um filme norte-americano realizado por Wallace Wolodarsky em 2002. A comédia tem como protagonistas Barry Watson, Michael Rosenbaum e Harland Williams.

## Sinopse
Três amigos são expulsos da residência universitária onde vivem, acusados de ter roubado o cofre com dinheiro destinado ao " KOK'tail " de final de ano. Estes engendram então um plano para recuperar uma cassete, a qual pode provar a sua inocência e apontar o verdadeiro culpado. Mas para isso, têm de se disfarçar de raparigas e entrar para uma irmandade feminina (a DOG). É assim que compreendem como têm sido injustos com estas raparigas nos últimos anos, o que vai provocar grandes alterações no seu comportamento... e muitas surpresas!

## Elenco
- Barry Watson - Dave / Daisy
- Michael Rosenbaum - Adam / Adina
- Harland Williams - Doofer / Roberta
- Melissa Sagemiller - Leah